# Rinoa
Rinoa war eine 2007 gegründete und im November 2010 aufgelöste Post-Hardcore-Band.

## Geschichte
Die Band wurde 2007 von dem Sänger Perry Bryan, den Gitarristen Matthew Holden und Jozef Norocky, dem Bassisten David Gumbleton und dem Schlagzeuger James May in Essex gegründet, nachdem sich die vorherigen Bands der Musiker aufgelöst hatten. Die Gruppe veröffentlichte 2008 eine erste selbstbetitelte und von Johnny Renshaw von Devil Sold His Soul produzierte EP via Eyesofsound. Konstantin Hanke kritisierte die EP für das Ox-Fanzine. Er habe aufgrund geringer Eigenständigkeit „das Gefühl einem (schlechten) Plagiat zu lauschen.“
In den folgenden Jahren bestritt die Band diverse Konzerte und Festivalauftritte in Großbritannien und den Niederlanden. Unterdessen erschien eine Split-EP mit Bossk 2009 sowie das Debütalbum An Age Among Them und eine dazugehörige Single 2010. Das Album wurde von Kritikern als wenig innovative, aber „solide Sache auf gewohntem Terrain“ bewertet. Andere Rezensionen lobten An Age Among Them als gutes Album im Genre.
Während der Tournee in den Niederlanden verließ Holden die Gruppe. Gurneet Ahluwalia half an seiner statt als Gitarrist aus. Nach Holdens Entscheidung die Gruppe zu verlassen entschied die Band die noch vorhandenen Verpflichtungen zu erfüllen und Rinoa darauf folgend zu beenden. Zum Abschluss bestritt die Gruppe eine bereits zuvor gebuchte letzte Tournee durch Großbritannien.

## Stil
Die Musik von Rinoa wird dem Post-Hardcore sowie gelegentlich dem Post-Metal zugeordnet. Als Vergleich werden Genrevertreter wie Envy, Hopesfall, Neurosis, Bossk, Cult of Luna, Devil Sold His Soul, Isis, Red Sparowes und Mono benannt. Dabei werden Envy und Hopesfall von der Band selbst als Referenz herangezogen.
Im Rock Sound wird die Musik als Mischung aus „sanfter Post-Rock-Einsamkeit, donnerndem Riffing und tödlich-herzlichem Gebrüll“ umschrieben. Joachim Hiller vom Ox-Fanzine betont, dass An Age Among Them „‚hardcoriger‘ rüberkommt als viele andere der heutigen ‚Post-Bands‘“.

## Diskografie
- 2008: Rinoa (EP, Eyesofsound)
- 2009: Bossk/Rinoa (Split-EP, Eyesofsound)
- 2010: An Age Among Them (Album, Eyesofsound)
- 2010: Soll Winds (Single, Eyesofsound)